# Contea di Gosper
La contea di Gosper (in inglese Gosper County) è una contea dello Stato del Nebraska, negli Stati Uniti. La popolazione al censimento del 2000 era di 2 143 abitanti. Il capoluogo di contea è Elwood.